# Zhu Bajie
Zhu Bajie (chinois simplifié : 猪八戒 ; chinois traditionnel : 豬八戒 ; pinyin : Zhū Bājiè ; Wade : Chu1 Pa1-chieh4 ; EFEO : Tchou Pa-kiai, kie, tsie ; cantonais Jyutping : zyu1 baat3 gaai3 ; cantonais Yale : jyū baat gaai ; zhuyin : ㄓㄨ ㄅㄚ ㄐㄧㄝˋ ; japonais : 豬八戒 ; japonais rōmaji : Cho Hakkai ; Viêt Nam : Tru Bat Gioi ; signifiant « Cochon Huit Défenses », sous-entendu « Huit Interdictions ») ou Zhu Wuneng (chinois simplifié : 猪悟能 ; chinois traditionnel : 豬悟能 ; pinyin : Zhu Wuneng ; E.F.E.O. : Tchou Wou Neng ; japonais :豬悟能 ; japonais rōmaji : Cho Gunō ; signifiant « Cochon Conscient de ses Capacités »), est un cochon anthropomorphe, personnage de la mythologie chinoise décrit dans le roman La Pérégrination vers l'Ouest.
C’est le troisième disciple du moine Tang Sanzang (玄奘), parti en quête des écritures sacrées vers l'Inde. Les autres disciples sont Sun Wukong 孫悟空, Longwang Sanjun 龍王三君 et le moine Sha Wujing 沙悟净. Son nom bouddhiste donné par le bodhisattva Guanyin (觀音), Zhu Wuneng 豬悟能, signifie « Cochon conscient de ses capacités ». Sun Wukong, dont il envie les succès, le nomme Daizi 獃子, « Fainéant, idiot ». Comme il est associé à l’élément bois, il compte aussi Mumu 木母 (Mémé Bois) parmi ses surnoms.
On ne connaît pas son nom, mais on apprend qu'il a été un officier du Ciel, amiral des Roseaux célestes (Tianpeng yuanshuai 天蓬元帥), puis on apprend qu'il s'est réincarné dans la peau d'un sanglier ou d'un cochon. Il en tire son nom de Zhu 豬. Il annonce lui-même qu'il a un prénom, Ganglie (剛鬣), qui signifie « Soies Raides », à cause des poils dressés derrière sa nuque. À la fin de son voyage, Bouddha le nommera « Nettoyeur des autels sacrés » (Jingtan shizhe 淨壇使者), là aussi pour soulager son immense appétit.

## Histoire
À l’origine, officier du Ciel en tant qu'amiral des Roseaux célestes, à la tête de 10 000 soldats célestes, il fut dégradé et banni sur terre à la suite de son inconduite durant le « festin des pêches » de l'impératrice du Ciel (Xiwangmu 西王母). Il avait en effet, sous l’effet de l’ivresse, manqué de respect à la déesse de la Lune (Chang'e 嫦娥) et provoqué de nombreux dégâts. Transformé en démon mangeur d’hommes de forme partiellement porcine à la suite de son atterrissage dans une porcherie, il assassina sa mère truie et décida de faire souche sur place dans la montagne du Tertre béni, dans la caverne de la Passerelle des nuages, sous le nom de Zhu Ganglie 豬剛鬣. Lorsque Sun Wukong et Tang Sanzang arrivèrent au village du vieux Gao, dans la région du Tibet Oriental pour se reposer, ils apprirent du maître des lieux qu'un monstre avait enlevé sa plus jeune fille, Orchidée Bleue, et qu'il la retenait malgré elle dans un des étages de la maison. Il cherchait depuis des exorcistes afin de chasser ce monstre une bonne fois pour toutes et libérer sa fille. Il leur raconta que ce monstre s'était présenté à eux comme un solide gaillard, de belle allure et si travailleur qu'il voulut en faire son gendre en le mariant à sa fille cadette. Mais, ivre au cours de la cérémonie, ce dernier révéla sa vraie nature. Il était d'une laideur repoussante, semblable à un porc ou un sanglier. Démasqué, mais bien décidé à rester dans la famille, il enleva sa promise et l'enferma dans sa chambre, revenant le soir la visiter, terrorisant ainsi tous les habitants de la maison et du village. Sun Wukong accepta de s'en charger et prit la forme de Orchidée Bleue, attendant le retour du monstre. La nuit, celui-ci, de retour, tenta de coucher avec sa promise et eut la désagréable surprise de tomber sur le Singe qu'il connaissait en tant que Grand Saint Égal-au-Ciel (Qitian dasheng 齊天大聖) . Les deux adversaires se livrèrent plusieurs combats, jusqu'à ce que Sun Wukong aille chercher de l'aide auprès de Guanyin et qu'il apprit d'elle la véritable nature de son ennemi. Le Bodhisattva l'avait nommé Zhu Wuneng 豬悟能, mais Tang Sanzang le rebaptisa Zhu Bajie 豬八戒 « Cochon Huit défenses » (règles du moine bouddhiste) et accepta d'en faire son disciple. Plus tard, au terme de leur voyage, alors que ses compagnons avaient atteint l’état de Bouddha ou d’Arhat (Luohan 罗汉), Zhu Bajie n’avait pas réussi à purifier suffisamment ses bas instincts pour atteindre ce niveau. Il fut néanmoins récompensé par la fonction de Nettoyeur des autels sacrés (Jingtan shizhe 淨壇使者) grâce à laquelle il peut satisfaire éternellement sa gloutonnerie avec les restes d’offrandes.
Sa première forme, un maréchal du Ciel, est un dieu mineur patron des jeux et de la prostitution. D'après La Pérégrination vers l'Ouest, il est aussi un des quatre saints au service de l'Empereur de jade.

## Attributs
Son aspect est aussi laid que celui de ses compagnons : bouche pendante aux lèvres roulées comme des feuilles de nénuphars, les oreilles en éventail de roseaux, un regard métallique, un long nez en forme de groin pourvu de crocs aussi acérés que l'acier, et poils raides sur la nuque. Il est si grand et si gros qu'il déplace l'air en marchant. Il porte un casque d'or qui raye les joues de ses jugulaires, est vêtu d'une cuirasse dont les lanières ressemblent à des serpents ayant perdu leurs écailles. À sa taille, il a un arc en demi-lune mais son arme est surtout un immense râteau à neuf dents (jiuchi dingpa 九齒釘耙), arme céleste de plus de 5 kg que lui avait confiée l'Empereur de Jade (Yudi 玉帝). Il possède des pouvoirs surnaturels, parmi lesquels 36 transformations, mais il est moins doué que Sun Wukong, qui est souvent obligé de l'aider : il avoue lui-même ne pas être capable de se transformer en petite fille, malgré ses 36 transformations. Il peut devenir montagne, arbre, rocher, éléphant pelé, buffle, grand et gros bonhomme et peut se battre sous l’eau aussi bien que le moine Sha Wujing 沙悟净. Tout en aidant le moine grâce à ses compétences de combattant, il met parfois l’expédition en danger par sa gourmandise, sa paresse et son goût pour les femmes. Son rôle contradictoire est conforme à l’image chinoise du cochon qui, contrairement à l’image occidentale, n’est pas automatiquement négative puisqu’il symbolise la ténacité : son ancêtre le sanglier creuse avec constance toujours le même trou.